# Hallmann-Dome
Der Hallmann Dome ist eine Veranstaltungshalle in der Gutheil-Schoder-Gasse im 10. Wiener Gemeindebezirk Favoriten.
Die Halle trägt seit 2014 den Namen „Hallmann Dome“, in Anlehnung an den Basketballclub Hallmann Vienna, der dort seine Heimstätte hat und dessen Hauptsponsor der Investor Klemens Hallmann ist. Ursprünglich war die Bezeichnung „Matsumae Budocenter“ und eine Zeit lang auch „Admiral Dome“.

## Geschichte
Das Gebäude wurde auf Anregung von Shigeyoshi Matsumae von 1983 bis 1984 als Sportzentrum für japanische Kampfsportarten nach Plänen von Franz Richard Schnabel errichtet. Es wurde als Budokan-Europacenter, Budocenter oder Matsumae Budocenter bezeichnet. Das Gebäude weist eine achteckige Grundform und ein japanisches Dach auf. Das Grundstück wurde von der Gemeinde Wien kostenlos zur Verfügung gestellt. Die Errichtungskosten wurden von der japanischen Tōkai-Universität übernommen.
Im November 1984 wurde Matsumae Budocenter ein Judo Weltcup dort ausgetragen.

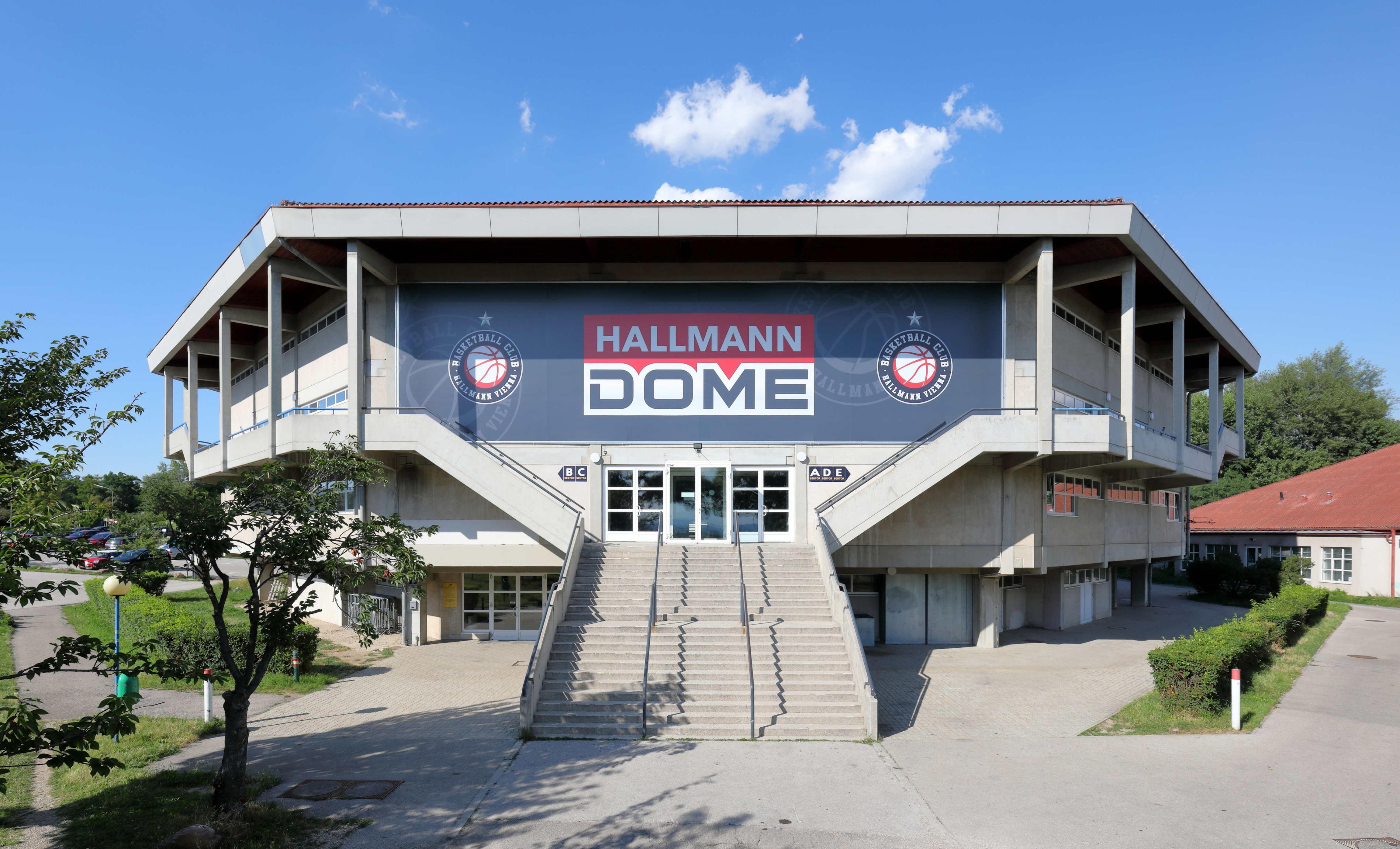
Südwestansicht der Veranstaltungshalle
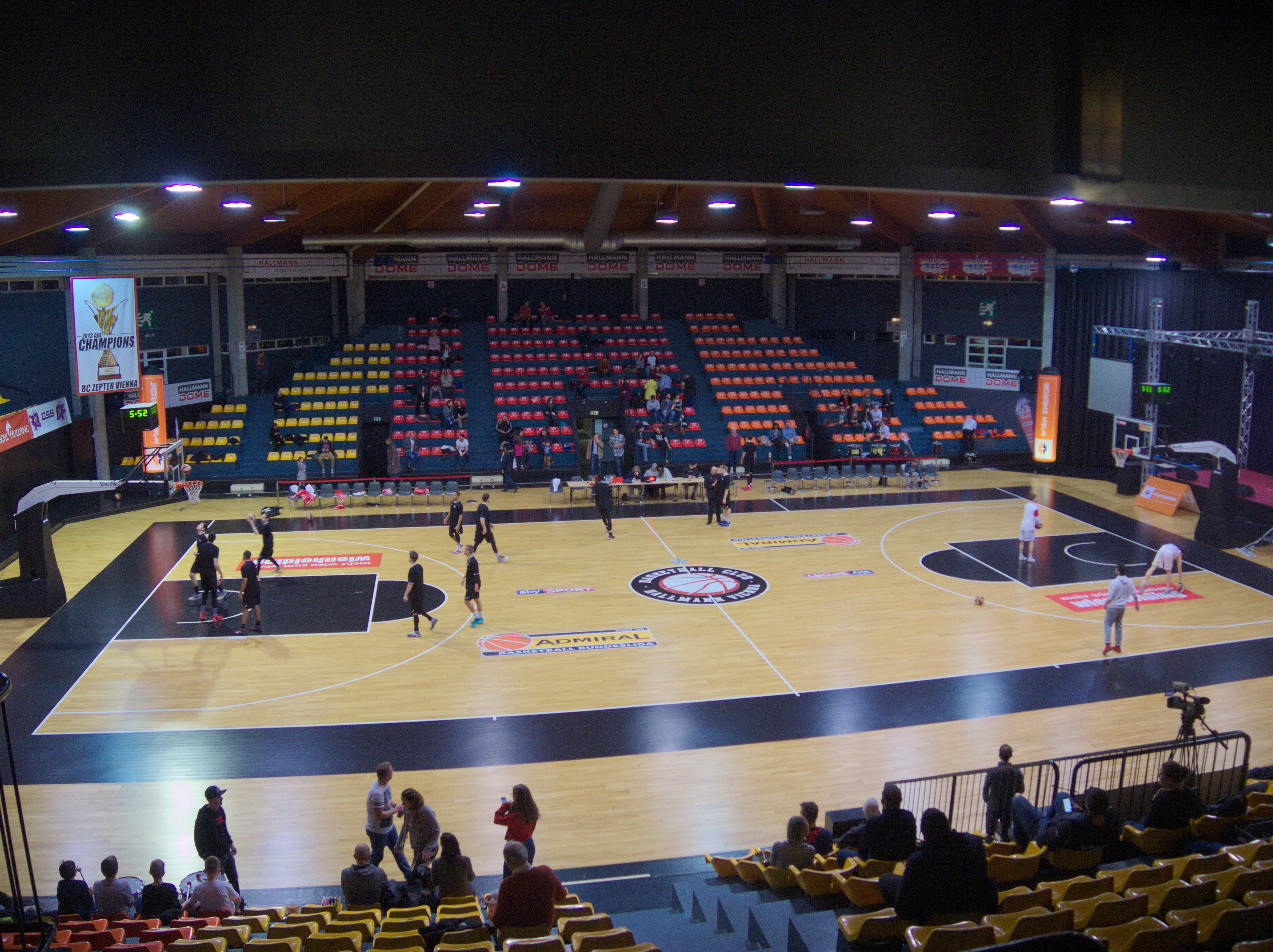
Innenansicht der Halle